# Divisória continental

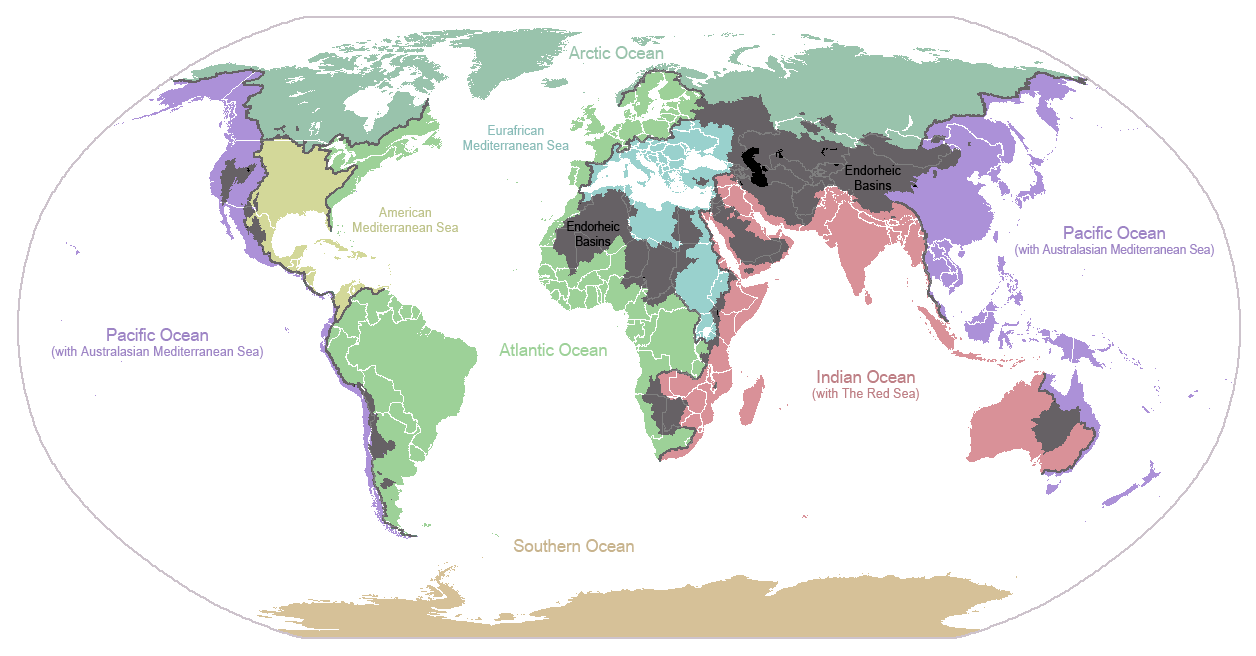
Grandes divisórias continentais, mostrando a drenagem para os principais mares e oceanos. As zonas a cinzento são bacias endorreicas que não desaguam nos oceanos.

Uma divisória continental ou divisão continental é uma divisória de águas — linha geográfica traçada sobre o terreno e que marca a fronteira entre duas bacias hidrográficas à escala continental, de modo a que as águas que escorram de um lado da linha sigam para um oceano ou outro grande corpo de água, e as águas do outro lado cheguem a outro, geralmente na parte oposta do mesmo continente. Devido à fronteira precisa entre os grandes corpos de água não estar claramente definida, a divisória continental nem sempre é clara para vários continentes. A publicação da Organização Hidrográfica Internacional, Limits of Oceans and Seas (Limites dos Oceanos e Mares) define com precisão os limites dos oceanos, mas não é universalmente reconhecida. Além disso, alguns rios desaguam em mares interiores.

## Exemplos

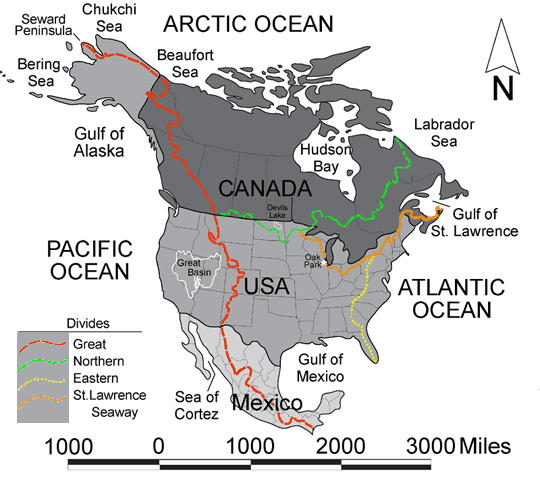
Divisórias continentais na América do Norte.

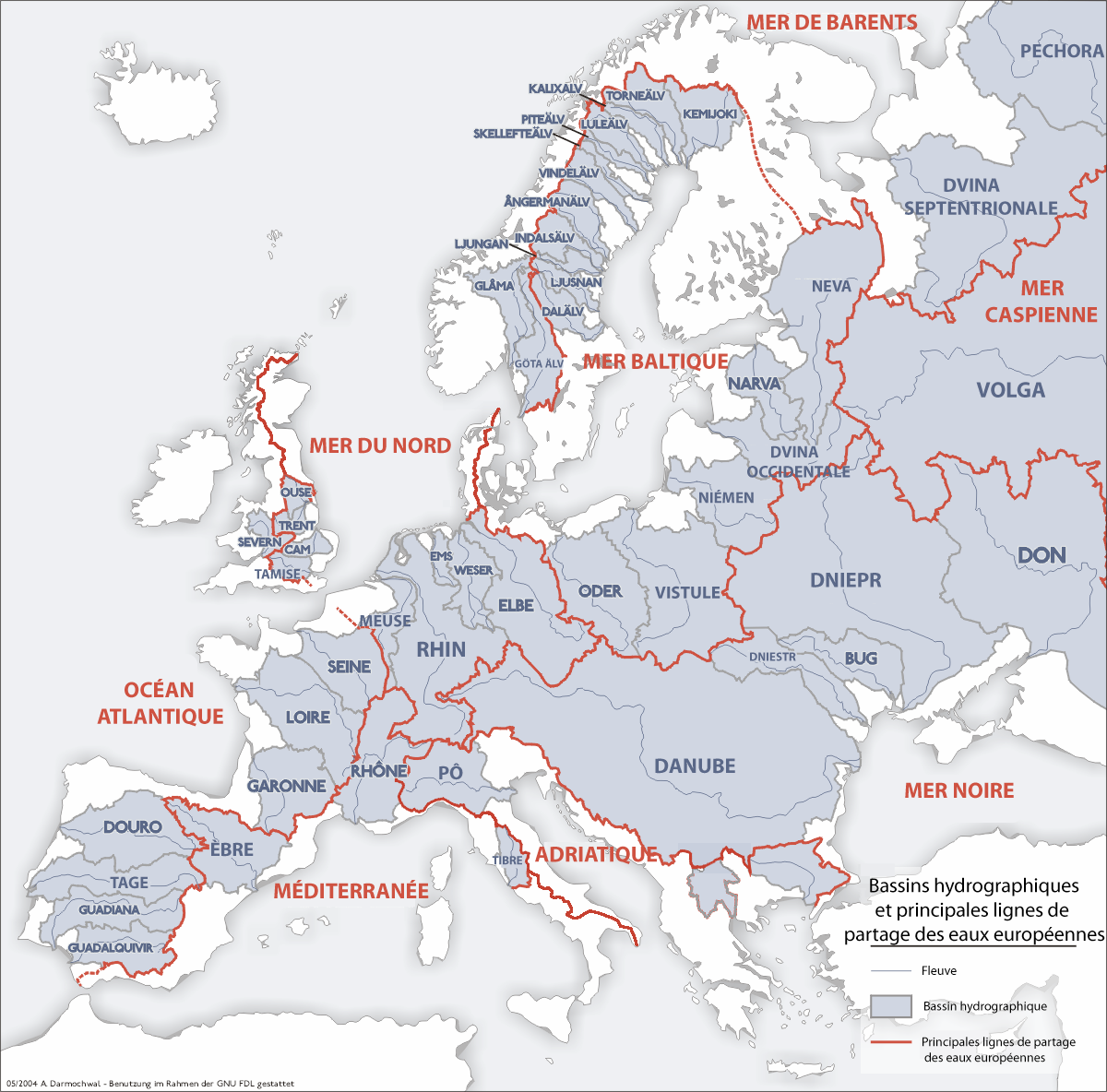
Divisórias continentais na Europa.

As principais divisórias continentais são as seguintes:
- América do Norte - Podem considerar-se quatro ou cinco divisórias continentais, em função de como se classifiquem as bacia hidrográficas:
  - A Divisória Continental da América do Norte ou Grande Divisória, que separa as bacias que vertem para o oceano Pacífico das que vertem para os oceanos Atlântico e Ártico, e que vai desde a península de Seward no Alasca, através do oeste do Canadá e ao longo dos tergos das Montanhas Rochosas até ao Novo México. A partir daí segue os tergos da Sierra Madre Occidental no México e estende-se para a ponta meridional da América do Sul. É atravessada pelo Canal do Panamá.

- - A divisória Laurenciana, ou do Norte, separa a bacia do oceano Atlântico da zona que drena para a baía de Hudson. A parte ocidental da mesma segue entre as Montanhas Rochosas até à bacia dos Grandes Lagos e marcou o limite norte da Compra da Louisiana e a fronteira entre os Estados Unidos e a América do Norte Britânica, até ter sido substituída pelo paralelo 49 N no Tratado de 1818. No Canadá, historicamente marcou o limite meridional da zona de comércio de peles que era  monopólio da Companhia da Baía de Hudson, e a parte mais oriental marca a fronteira entre o Quebec e o Labrador.

- - A divisória de São Lourenço separa a bacia dos Grandes Lagos do resto da área que drena para o oceano Atlântico. Dois canais cruzam a linha divisória: o canal de Chicago (Chicago Drainage Canal), que cruza a Chicago Portage e liga o lago Michigan com a bacia do rio Mississippi, e o canal Erie que liga o lago Erie e a bacia do rio Hudson.

- - A divisória Oriental separa a bacia do golfo do México da região que drena diretamente para o oceano Atlântico. Segue entre os Twin Tiers de Nova Iorque e Pensilvânia até sul pelos montes Apalaches terminando na ponta da Florida. A cidade de Atlanta fica situada sobre esta divisória.

- - Pode-se considerar que o Canadá tem outra divisória continental, a que separa a bacia do oceano Ártico da da baía de Hudson, já que a baía de Hudson é por vezes tida como uma grande massa de água distinta do oceano Ártico. Esta divisória, que ocasionalmente se denomina divisória do Ártico, foi uma barreira para o transporte até a portela de Methye teria sido descoberta em 1778, o que abriu os rios do Ártico aos comerciantes de peles, convertendo-se em parte de uma rota comercial transcontinental do Atlântico ao Pacífico. É de importância crucial na história do Canadá, já que marca o limite norte da Terra de Rupert, o monopólio comercial da zona da Companhia da Baía de Hudson.[1]

- América do Sul - A divisória continental das Américas fica situada ao longo dos Andes, mas a divisão nem sempre passa ao longo dos picos mais altos deste sistema montanhoso. Na Patagónia muitos lagos morreicos foram usados para drenar para o Atlântico, em vez de drenar para o Pacífico, antes das glaciações do Pleistoceno.

- Austrália - O continente australiano tem menos fronteiras entre oceanos e poucas cordilheiras proeminentes, pelo que é difícil definir uma única divisão. Grande parte do interior do continente desagua na bacia endorreica do lago Eyre.

- A Eurásia tem varias divisões, em função da definição de «mar» (por exemplo, o mar Mediterrâneo e os seus diferentes mares costeiros, o oceano Atlântico, o mar do Norte, o mar Báltico, o oceano Ártico e o mar Negro). Algumas das divisórias são as seguintes:
  - Ásia:

-   - Planalto tibetano (Himalaia): separa as águas que drenam para o oceano Índico e as que chegam ao oceano Pacífico;
  - Himachal Pradesh (Indus-Ganges): separa o mar Arábico do golfo de Bengala;
  - Lago Baikal (Yenisei, Lena): separa o mar de Kara del mar de Laptev;
  - Krai de Perm / Urais (Volga-Pechora/Ob): separa o mar Cáspio do oceano Ártico;

- - Europa-Ásia:

-   - Volga-Don: separa o mar Negro do mar Cáspio;

- - Europa:

-   - Passo Lunghin, nos Alpes (rios Reno, Danúbio e Pó): separa as bacias do mar do Norte, mar Negro e mar Adriático;

- África - A mais importante divisória continental em África é a que está entre as bacias do Nilo e do Congo, passando pela zona dos Grandes Lagos Africanos.[2] Entre o Congo e o Saara há um vasto território que desagua nas bacias endorreicas do lago Chade, de modo que perfura a divisória Atlântico-Mediterrâneo. A divisória mar Mediterrâneo-oceano Índico está definida na África Ocidental pelos sistemas lacustres endorreicos do Grande Vale do Rift; no sul do continente, a divisória entre os oceanos Atlântico e Índico serpenteia entre as bacias dos rios Congo, Zambeze, Limpopo e Orange, com o final do rio Cubango no deserto do Calaári (bacia do Calaári).

- Antártida. O interior da Antártida recebe muito pouca precipitação, e esta é em forma de neve. O continente está completamente rodeado pelo oceano Antártico. Por tanto, na Antártida não se considera em geral que haja uma divisória continental. As montanhas Transantárticas dividem a drenagem dos rios de gelo em dois: a plataforma de gelo Ronne, na Antártida Ocidental, que drena para o Pacífico; e a barreira de gelo de Ross, que drena a Antártida Oriental para os oceanos Atlântico e Índico.